# Dove finisce New York
Dove finisce New York (HaChomer HaAfel - Dark Matters) è un romanzo del matematico e scrittore israeliano Aner Shalev del 2004.

## Trama
Il romanzo è ambientato a New York (prima degli attentati dell'11 settembre 2001, le Torri Gemelle infatti sono ancora in piedi). Durante un mese trascorso a Gerusalemme Adam, diplomatico israeliano che vive a New York, conosce Eva, brillante studentessa di fisica di origine russa da poco immigrata in Israele. Nonostante Adam sia sposato, tra lui ed Eva nasce una storia d'amore che il lettore percorre seguendo le voci alternate dei due protagonisti. Terminato il soggiorno a Gerusalemme di Adam, i due si accordano per rivedersi a New York in occasione del giorno del Ringraziamento. Nei mesi che li separano da questo nuovo incontro Eva scrive regolarmente ad Adam: racconta se stessa e la propria vita, ma da questo resoconto dettagliato esclude un segreto importante che Adam scoprirà solo quando la rivedrà di nuovo, a New York. L'incontro tra i due assume via via toni sempre più drammatici ed enigmatici a causa del segreto di Eva che, una volta svelato, porterà alla luce la complessa personalità di Adam.

## Struttura
Ai capitoli in cui il lettore segue i pensieri di Adam durante la settimana dopo il giorno del ringraziamento si alternano quelli in cui vengono riportate le e-mail di Eva, la prima del 16 ottobre, l'ultima del 25 novembre, giorno in cui la ragazza parte per gli Stati Uniti.

## Edizioni
- Aner Shalev, Ha-Chomer Ha-Afel, Tel Aviv, Zmora Bitan, 2004.
- Aner Shalev, Dove finisce New York, traduzione di Alessandra Shomroni, con il contributo dell'Institute for the Translation of Hebrew Literature, Roma, edizioni e/0, 2007, ISBN 978-88-7641-759-7.
- Aner Shalev, Dunkle Materie, Berlino, Berlin Verlag, 2007.